# Квінт Лукрецій Веспілон
Квінт Лукрецій Веспілон (? — після 19 року до н. е.) — політичний та військовий діяч Римської імперії, консул 19 року до н. е.

## Життєпис
Походив з патриціанського роду Лукреціїв. Син Квінта Лукреція Веспілона, відомого правника. Про молоді роки мало відомостей.
Під час громадянської війни поміж Гаєм Юлієм Цезарем та Гнеєм Помпеєм Великим у 49 році до н. е. Веспілон підтримав останнього. У 48—49 роках до н. е. очолював флот помпеянців. Після поразки отримав прощення та перебрався до Риму. У 43 році до н. е. учасники другого тріумвірату також внесли Квінта Лукреція до проскрипційних списків, але через деякий час  викреслили з них та надали помилування. У 20 році до н. е. як посланець був відправлений до Афін. Під час своєї відсутності за пропозицією імператора Октавіана Августа був обраний консулом разом з Гаєм Сентієм Сатурніном.

## Родина
Дружина — Турія